# Хавин, Виктор Петрович
Ви́ктор Петро́вич Ха́вин (7 марта 1933, Ленинград — 21 сентября 2015) — советский и российский математик. Доктор физико-математических наук, почётный профессор СПбГУ, заслуженный деятель науки Российской Федерации.

## Биография
Родился 7 марта 1933 года в Ленинграде. Его отец Пётр Яковлевич Хавин (1901—1967) работал преподавателем в Высшей школе профдвижения.
В 1950 году окончил с золотой медалью среднюю школу, в 1955 — математико-механический факультет ЛГУ, в 1958 — аспирантуру под руководством Л. В. Канторовича.
С 1959 года преподавал на кафедре математического анализа университета, в 1997—2004 — заведующий кафедрой математического анализа.
Владел английским, французским и немецким языками.

## Научная деятельность
В 1958 году защитил кандидатскую, в 1969 — докторскую диссертацию. Профессор (1970).
Основные направления исследований:
- комплексный анализ,
- гармонический анализ,
- теория приближений,
- теория потенциала.

Результаты исследований:
- решена старая задача В. В. Голубева об обобщённых рядах Лорана[3];
- доказаны многомерные аналоги теорем Рунге и Хартогса—Розенталя[6].

Подготовил 31 кандидата и 8 докторов наук. Автор более 100 научных работ.

## Избранные труды
- Хавин В. П. Приложения функционального анализа к некоторым задачам теории аналитических функций : Автореф. дис. … канд. физ.-мат. наук. — Л., 1958. — 10 с.
- Хавин В. П. Исследования по теории аппроксимации аналитических и гармонических функций (интеграл типа Коши, аппроксимация в среднем) : Автореф. дис. … д-ра физ.-мат. наук. — Л., 1968. — 30 с.
- Хавин В. П. Основы математического анализа : [1]. Дифференц. и интегр. исчисление функций одной веществ. переменной. — Л.: Изд-во ЛГУ, 1989. — 469 с. — ISBN 5-288-00201-0. 2-е изд.: [Учеб. пособие для студентов вузов, обучающихся по мат. специальностям]. — СПб.: Лань, 1998. — ISBN 5-8114-0005-5
- Linear and Complex Analysis Problem Book 3. Havin, Victor P., Nikolski, Nikolai K. (Eds.). Springer, 1994.
- Havin V. P., Jöricke B. The Uncertainty Principle in Harmonic Analysis. Springer-Verlag, 1994.

## Переводы
- Рудин, У. Основы математического анализа = Principles of mathematical analysis / Перевод с англ. В. П. Хавина. — М.: Мир, 1966. — 319 с.

## Награды и звания
- почётный доктор наук (doctor honoris causa) Линчёпингского университета (Швеция, 1993).
- почётное звание Онзагеровский профессор (Onsager Professor) (университет Трондхейма, Норвегия, 2000).
- почётный лектор («Spencer Lecturer») Университета штата Канзас (США).
- грамота ЛГУ «За педагогическое мастерство и подготовку научных кадров»; почётная грамота Министерства образования Российской Федерации.
- Заслуженный деятель науки Российской Федерации (2003)[3].
- премия имени Дж. Робинсона Канадского математического общества (2004)[3].
- Орден Дружбы (2011)[6].
- Премия имени П. Л. Чебышёва Правительства Санкт-Петербурга (2011),
- Почетный профессор СПбГУ.